# Puri (Angola)
Puri – miasto w Angoli, w prowincji Uíge.